# Conopora anthohelia
Conopora anthohelia is een hydroïdpoliep uit de familie Stylasteridae. De poliep komt uit het geslacht Conopora. Conopora anthohelia werd in 1991 voor het eerst wetenschappelijk beschreven door Cairns. 